# Abbaye d'Æbelholt
L’abbaye d'Æbelholt (Æbelholt Kloster) est une ancienne abbaye augustinienne située dans la paroisse (da) de Tjæreby (da) (commune d'Hillerød), au Danemark.

## Histoire
L'abbaye est fondée vers 1104, mais on connaît très peu de choses sur le groupe qui fonde cette abbaye. À la fin du XIIe siècle, un vaste mouvement de réforme des monastères traverse l'Europe, qui s'explique en partie par la très forte croissance de l'ordre cistercien. Au Danemark, environ la moitié des monastères se réforme profondément. C'est le cas de l'abbaye d'Æbelholt avec la venue aux alentours de 1167 de Guillaume de Paris, également appelé Guillaume d'Æbelholt. Celui-ci introduit la règle augustinienne et renomme l'abbaye Paraclet, peut être en souvenir de son école de Sainte-Geneviève du Mont, dont Abélard, fondateur du Paraclet de Nogent, fut l'écolâtre le plus éminent. Rapidement, elle devient un hôpital d'accueil pour toute la région.
Lors de la Réforme protestante qui touche tout le Danemark, l'abbaye est sécularisée (en 1561) et rapidement utilisée comme carrière de pierres pour la construction en particulier du château de Frederiksborg.